# Mariage homosexuel en Espagne
- Mariage homosexuel
- Autre type de partenariat (ou concubinage)
- Cohabitant enregistré
- Mariage reconnu dans une mesure limitée mais non célébré
- Unions de personnes de même sexe non reconnues
- Mariage interdit par la Constitution

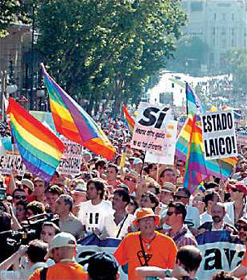
Marche des fiertés célébrant la légalisation du mariage homosexuel en Espagne

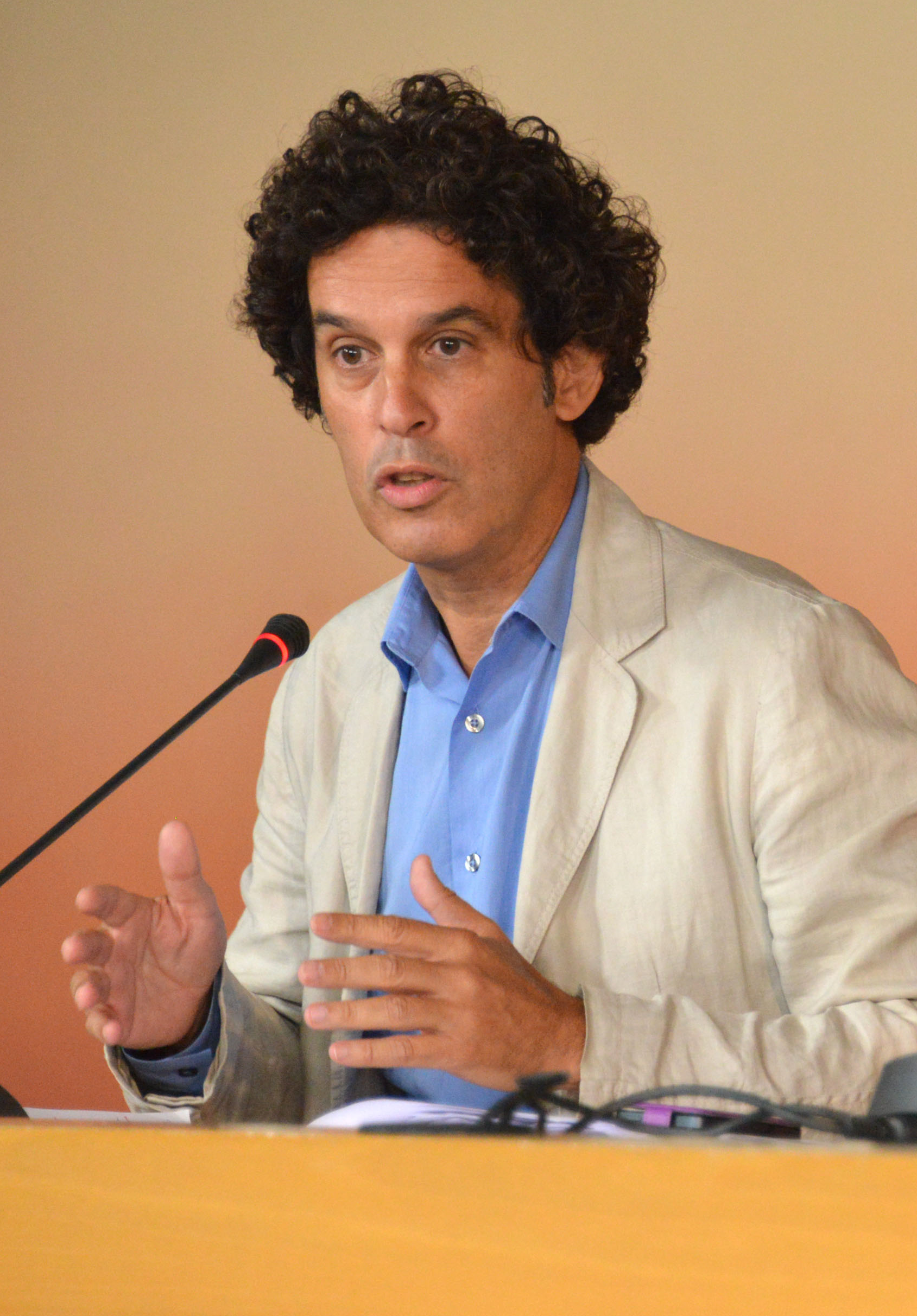
Pedro Zerolo, homme politique issu du PSOE et militant LGBT. L'un des principaux artisans de l'extension du droit au mariage et à l'adoption aux couples homosexuels dans le pays.

Le mariage homosexuel en Espagne a été légalisé en 2005. En 2004, le Parti socialiste ouvrier espagnol (PSOE), dirigé par José Luis Rodríguez Zapatero, se présente aux élections générales avec un programme qui inclut l'engagement de « rendre possible le mariage entre personnes du même sexe et l'exercice de tous les droits qu'il comporte ». Après la victoire électorale des socialistes aux élections législatives de 2004 et la formation du gouvernement, et après de nombreux débats, le 30 juin 2005 est approuvée la loi qui modifie le code civil et permet le mariage homosexuel (et, par voie de conséquence, d'autres droits comme l'adoption, l'héritage et la pension). La loi fut publiée le 2 juillet 2005, et le mariage entre personnes du même sexe fut officiellement légal en Espagne le 3 juillet 2005.
Le parcours de cette loi souleva le conflit, malgré des sondages estimant à 66 % l'appui des Espagnols en faveur du mariage homosexuel. Les autorités catholiques en particulier s'opposèrent à cette loi, craignant un affaiblissement du terme « mariage ». D'autres associations exprimèrent aussi leur préoccupation devant la possibilité que les personnes homosexuelles puissent adopter des mineurs. Des manifestations en faveur et contre cette loi rassemblèrent des centaines de milliers de personnes dans toute l'Espagne. Après son approbation, le Parti Populaire présenta un recours contre la loi au Tribunal constitutionnel.
Quelque 4 500 couples homosexuels contractèrent le mariage en Espagne durant la première année d'application de la loi. Peu après que la loi fut approuvée, des doutes surgirent au sujet de la situation légale du mariage avec des personnes de pays qui n'autorisent pas le mariage entre personnes du même sexe. Sur cette question, le Ministère de la justice espagnol détermina que la loi espagnole permettrait qu'un Espagnol épouse un étranger — ou que deux étrangers résidant légalement en Espagne se marient —, même quand les lois du pays de ces étrangers ne reconnaissent pas les mariages entre personnes de même sexe.

## Histoire
Le premier mariage entre personnes du même sexe documenté en Espagne a lieu au Moyen Âge. Le mariage entre Pedro Díaz et Muño Vandilaz est célébré devant un prêtre, dans une petite chapelle, dans la municipalité galicienne de Rairiz de Veiga. Il est enregistré le 16 avril 1061. Les documents historiques sur le mariage religieux ont été retrouvés au monastère de San Salvador de Celanova à Celanova , à Orense, d'où ils ont été transférés aux Archives historiques nationales (Espagne) de Madrid. On ignore si le prêtre connaissait leurs sexes.
Un mariage a lieu à La Corogne, en Galicie, en 1901 entre deux femmes, Marcela Gracia Ibeas et Elisa Sánchez Loriga, sujet du film Elisa et Marcela de la cinéaste Isabel Coixet en 2019.
Durant les années 1990, certaines Communautés autonomes d'Espagne avaient commencé à approuver des législations propres sur les couples de fait, qui permettaient aux couples formés par des personnes de même sexe d'enregistrer leur union et d'obtenir quelques bénéfices administratifs,. À l'époque, la loi espagnole permettait aux célibataires d'adopter des mineurs. De cette manière, un couple homosexuel pouvait réaliser une adoption de fait, mais le membre du couple qui n'était pas le parent légal n'avait aucun droit si la relation se terminait ou si le parent légal décédait. La compétence exclusive pour régler les formes de mariage relève de l'État en vertu de l'article 149.1.8ª de la Constitution espagnole de 1978. Par conséquent, la législation autonome suscitée ne pouvait octroyer aux couples de fait le statut de mariage.
Le 30 juin 2004, le ministre espagnol de la Justice Juan Fernando López Aguilar annonce que le Congrès des députés a approuvé provisoirement une proposition de loi pour étendre le droit du mariage aux couples homosexuels. Cette proposition remplirait une promesse faite par le président Zapatero le jour de son discours inaugural. Le ministre annonça aussi deux amendements, introduits par Convergence et Union ; la première introduisait le statut légal pour les couples de fait hétérosexuels et homosexuels, alors que la deuxième permettait aux personnes transgenres de changer légalement de nom sans avoir à se soumettre à une opération chirurgicale préalable.

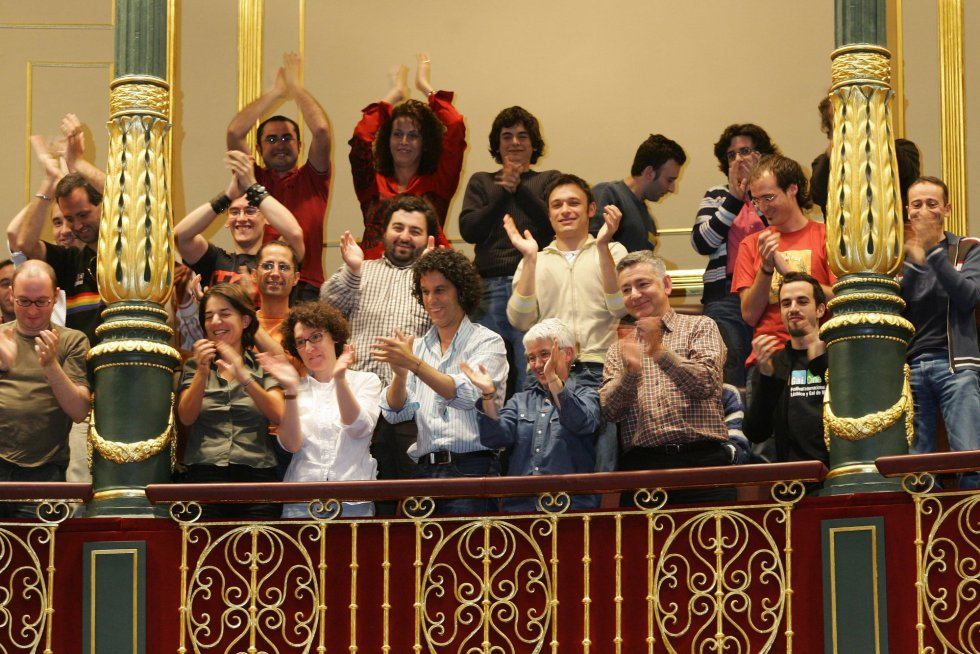
Célébration au Congrès le jour où le mariage homosexuel a été approuvé en Espagne

Le projet de loi sur le mariage homosexuel est approuvé par le Conseil des ministres le 1er octobre 2004, envoyé au Parlement le 31 décembre suivant, et approuvé par le Congrès le 21 avril 2005.
Cependant, le texte est rejeté par le Sénat le 22 juin 2005, où le Parti populaire possède la majorité des sièges. Le texte retourne alors au Congrès, qui lève le veto du Sénat et approuve définitivement le texte le 30 juin 2005, avec 187 voix pour, 147 contre et quatre abstentions.
Avec l'approbation définitive de la loi du 2 juillet 2005, l'Espagne devient le troisième pays au monde à légaliser le mariage homosexuel après les Pays-Bas et la Belgique ; le Canada le fera quelques jours plus tard.
Le 11 juillet 2005, le premier mariage entre deux personnes de même sexe, Emilio Menéndez et Carlos Baturin, qui vivaient en couple depuis plus de trente ans, est célébré à Tres Cantos (Madrid). Le premier mariage légal entre deux femmes reconnues comme telles a lieu à Barcelone onze jours après.
Malgré toutes ces modifications de la définition du mariage, une faille légale subsistait : les enfants nés au sein d'un mariage entre femmes ne pouvaient être légalement reconnus par la mère non biologique, qui devait alors mener de longues et coûteuses démarches en vue de l'adoption, ce qui n'arrive pas dans le cas des mariages hétérosexuels, où le parent n'a qu'à reconnaître l'enfant sans autres exigences postérieures. Le 7 novembre 2006, le gouvernement espagnol modifia la loi de procréation assistée, permettant à la mère non biologique de reconnaître les enfants nés au sein d'un mariage entre femmes.
En 2011, les mariages entre personnes du même sexe ont représenté 2,38 % du total.